# Subdivision Montreal (CSX Transportation)
La Subdivision Montréal est un chemin de fer appartenant à CSX Transportation, situé dans l'état américain de New York et la province canadienne de Québec. Les opérations sont par la CSX Transportation. La ligne commence à Massena, New York, et se termine au nord-est de la réserve de Kahnawake, Québec. Il s'agit d'une ancienne voie du New York Central Railroad. À son extrémité sud, la voie rejoint Adirondack Jonction, une jonction ferroviaire avec le chemin de fer Canadien Pacifique, plus précisément la subdivision Adirondack, sur laquelle le New York Central avait obtenu des droits de circulation vers le nord en traversant le Pont Saint-Laurent, pour rejoindre la cour de triage Saint-Luc du CP, à Montréal,,.

## Histoire
En 1968, la New York Central Railroad a fusionné avec son ancien rival, la Pennsylvania Railroad, pour former Penn Central. Ensuite la New York, New Haven and Hartford Railroad a rejoint le groupe en 1969. Cette entreprise a fait faillite peu après et a été reprise par le gouvernement fédéral et fusionnée avec Conrail en 1976. Conrail a été stoppé en 1998, et une grande partie de ses actifs ont été transférés dans New York Central Lines LLC, une filiale de CSX Transportation.